# Acuario nacional de Nueva Zelanda
El Acuario nacional de Nueva Zelanda (en inglés: National Aquarium of New Zealand; también conocido como Acuario de Napier) es un acuario público en Napier, Nueva Zelanda.
El acuario originalmente abrió sus puertas en su ubicación actual en 1976. En su primer año de operación atrajo a 230.000 visitantes en un momento en que la población de Napier era alrededor de 50.000. En sus primeros 5 años de operación  más de 750.000 personas lo visitaron.
En 2002, el acuario se sometió a un proceso de extensión y renovación que incluyó la adición de un oceanario con un túnel acrílico de 50 metros y la sustitución de todos los depósitos originales por otros de nueva construcción.